# Katrine Madsen
Katrine Madsen (född 1972 i Århus, Danmark) är en dansk jazzsångerska och låtskrivare.
Hon är utbildad vid Det Kongelige Danske Musikkonservatorium och har samarbetat med bland andra svenske Svante Thuresson både på scen och skiva.

## Diskografi
- 1996 – I'm Old Fashioned
- 1997 – Dream Dancing
- 1999 – You Are So Beautiful
- 2000 – My Secret
- 2002 – Live in Stockholm (med Svante Thuresson)
- 2002 – Magic Height (med Bohuslän Big Band)
- 2004 – Close to You
- 2005 – Box of Pearls (med Svante Thuresson)
- 2006 – Supernational Love
- 2009 – Simple Life
- 2019 – Traveler (Live at Jazzhus Montmartre Copenhagen, 31 August 2018)
- 2020 – Winter Sun
- 2021 – Indigo